# Домна (Забайкальский край)
До́мна — село в Читинском районе Забайкальского края, административный центр сельского поселения «Домнинское».

## География
Расположено в 32 км к юго-западу от Читы, на левом берегу реки Ингоды, при впадении в неё реки Домны.

## История
Основано в 1830 году. В 1904 году построен разъезд № 57 Транссибирской магистрали. При строительстве вторых путей Транссибирской магистрали в 1912 году построен блокпост № 63..
В 1934 году в Домне был размещён воинский гарнизон.

## Население
| 2002  | 2010  | 2012  | 2013  | 2014  | 2015  | 2016  |
| ----- | ----- | ----- | ----- | ----- | ----- | ----- |
| 6874  | ↘6686 | ↗6948 | ↗7047 | ↘6979 | ↘6963 | ↘6825 |
| 2017  | 2018  | 2019  | 2020  | 2021  |       |       |
| ↘6687 | ↘6517 | ↘6461 | ↘6455 | ↘6078 |       |       |

## Экономика
Имеется железнодорожная станция Домна, средняя общеобразовательная школа, больница, почта, телеграф.
Вблизи села размещён военный аэродром Домна.

## Известные уроженцы
- Степанов Михаил Алексеевич (род. 1 июля 1966 года) — российский издатель и предприниматель, кандидат медицинских наук (1994). Окончил ЧГМИ (1989), аспирантуру кафедры нормальной физиологии ЧГМИ (1992). Преподаватель кафедры микробиологии ЧГМИ (до 1993). В 1995 году создал первую в Чите частную типографию. Занимается благотворительной деятельностью. Член попечительского совета православного благотворительного фонда св. благоверного кн. Александра Невского. Имеет диплом Союза журналистов России за большой личный вклад в развитие средств массовой информации Читинской области. Внесен в Книгу Почёта Сибири за большой вклад в формирование единого информационного пространства Сибири.[19]
- Ковалёв, Александр Петрович (род. 12 октября 1950 года) — российский футболист, тренер, заслуженный тренер РФ по футболу (2001).
- Бакшеев, Алексей Проклович (1873—1946) — офицер Забайкальского казачьего войска, герой Первой мировой войны, генерал-лейтенант Белой армии, политический деятель эмиграции.